# غياث دياب
غياث دياب مهندس نفط وسياسي سوري فلسطيني شغل منصب وزير النفط والثروة المعدنية في حكومة محمد البشير من كانون الأول 2024 وذلك بعد سقوط نظام الأسد إلى 29 آذار 2025. وكان آخر من يتولى حقيبة وزارة النفط والثروة المعدنية بعد أن دُمجت مع وزارة الكهرباء ووزارة الموارد المائية في وزارة الطاقة المُستحدثة.

## النشأة والتعليم
ينحدر من عائلة فلسطينية لجأت إلى سورية. درس هندسة البترول من جامعة دمشق، وتابع دراساته العليا في مجال إدارة الطاقة والموارد الطبيعية في الخارج.